# Mario Špaleta
Mario Špaleta (Zadar, 4 december 1995) is een Kroatisch basketballer.

## Carrière
Špaleta speelde in de jeugd van KK Zadar en maakte bij die ploeg zijn debuut in het seizoen 2013/14. Hij speelde bij de ploeg tot in 2017. In het seizoen 2017/18 speelde hij voor KK Split. In 2018 ging hij spelen voor de Oostenrijkse eersteklasser Fürstenfeld Panthers. In de zomer van 2019 maakte hij de overstap naar het Slowaakse BK Slavia Zilina, maar verliet de club al in november van dat jaar. In december 2019 ging hij spelen voor KK Podčetrtek in de Sloveense competitie.
In het seizoen 2020/21 speelde hij in de Oostenrijkse competitie bij Traiskirchen Lions. Na een seizoen ging hij spelen voor de Belgische eersteklasser Liège Basket. Hij keerde in 2022 terug naar Oostenrijk en speelde een seizoen voor UBSC Graz, met een korte onderbreking wegens persoonlijke redenen. In 2023 tekende hij bij KK Skrljevo, maar verliet deze club alweer in september van dat jaar. Hierna tekende hij bij BBC Nord Dragonz, waar hij ook een seizoen speelde. In de zomer van 2024 tekende hij opnieuw bij Fürstenfeld Panthers voor een vijfde seizoen in de Oostenrijkse competitie.